# James Maybrick
James Maybrick (ur. 24 października 1838 w Liverpoolu, zm. 11 maja 1889 tamże) – kupiec bawełniany z Liverpoolu, najbardziej znany jako podejrzany o bycie Kubą Rozpruwaczem, czemu wyraz dał w swoim pamiętniku. Pamiętnik często jest uznawany za mistyfikację.

## Życiorys
James Maybrick, syn Williama i Susanny Maybricków, urodził się 24 października 1838 w slumsach Liverpoolu. Ochrzczony 12 listopada tego samego roku w Kościele Św. Piotra w Liverpoolu, otrzymał imię na cześć zmarłego w 1828 roku brata. James miał pięciu braci: Williama (ur. 1835), Michaela (ur. 1841), Alfreda (ur. 1844), Thomasa (ur. 1846) i Edwina (ur. 1851).
Maybrick został kupcem bawełnianym i z racji wykonywanego zawodu często podróżował.
W 1871 osiadł się w Norfolk w Wirginii, aby założyć filię swojej firmy. W 1874 zachorował tam na malarię. Jako lekarstwo zastosowano u niego związek arszeniku, od którego uzależnił się do końca życia.
W 1880 postanowił wrócić do Anglii, do głównej siedziby firmy. 12 marca 1880 wypłynął z Nowego Jorku do Liverpoolu, dokąd przybył sześć dni później. Na statku poznał Florence Elizabeth Chandler, którą niemal natychmiast postanowił poślubić. W tamtym czasie James miał 42 lata, a Florence, córka bankiera z Mobile w stanie Alabama – 18.
Ślub zawarli 27 lipca 1881 w Kościele św. Jana w dzielnicy Piccadilly w Londynie. Następnie przenieśli się do Liverpoolu.
Mieli oni dwoje dzieci: syna, Jamesa Chandlera (ur. w 1882 w Liverpoolu), który wkrótce zmarł na płonicę, oraz córkę, Gladys Evelyn (ur. w 1886 w Liverpoolu).
James Maybrick podróżował często do Stanów Zjednoczonych, co zaowocowało kryzysem związku, a oboje zaangażowali się w pozamałżeńskie romanse, przy czym jednym z kochanków Florence był jej szwagier, a z kolei innym kupiec bawełniany, Alfred Brierley.
Z kolei w przypadku Jamesa Maybricka wspomina się o jego poślubieniu z Sarah Ann Robertson, bez uzyskania rozwodu z Florence. Florence prawdopodobnie rozpoczęła romans z Brierleyem tuż po tym, jak dowiedziała się o Sarah Ann.

## Śmierć
Zdrowie Jamesa Maybricka zaczęło gwałtownie podupadać około 27 kwietnia 1889; zmarł 11 maja tego samego roku.
Okoliczności śmierci Maybricka były podejrzane. Sekcja zwłok wykazała, że główną przyczyną zgonu było przedawkowanie arszeniku. Mimo że nie zostało to definitywnie ustalone, uznano, że stoi za tym Florence bądź ktoś z nią związany. Florence została oskarżona o otrucie i uwięziona. Apelacja spowodowała jej uwolnienie w roku 1904. Żyła samotnie, utrzymując się z różnych zajęć. Zmarła 23 października 1941.

## Pamiętnik
W 1992 ujawniono pamiętnik Maybricka, w którym utrzymywał, że jest Kubą Rozpruwaczem. Autor nie podaje wprawdzie swojego prawdziwego nazwiska, ale podaje wiele wskazówek i szczegółów związanych z życiem Jamesa Maybricka, aby można było przypuszczać, że to on jest jego autorem. Autor pamiętnika podaje szczegóły dotyczące morderstwa pięciu ludzi, najczęściej uznawanych za ofiary Kuby Rozpruwacza, a także innych morderstw, o których nic nam nie wiadomo.
Pamiętnik po raz pierwszy ujawnił Michael Barrett, bezrobotny handlarz złomem, który ogłosił, że dostał go w pubie od przyjaciela, Tony'ego Devereux. W 1993 roku został w atmosferze wielkich kontrowersji wydany jako Pamiętnik Kuby Rozpruwacza. Niektórzy eksperci od początku dali wiarę temu, iż pamiętnik jest autentykiem, ale większość uznała go za mistyfikację.
Obecnie powszechnie uważa się, że pamiętnik ten jest fałszerstwem. Opinia ta wynika z jego analiz. I tak na przykład pamiętnik zawiera opinie o morderstwach Rozpruwacza, które pojawiły się dopiero w XX wieku. Podobnie rzecz się ma z opisanymi w pamiętniku miejscami w Liverpoolu, które nie istniały w czasach Maybricka. Przeprowadzone zostały również badania na atramencie użytym w pamiętniku, które wykazały, że pamiętnik ten został napisany niedawno oraz był pisany w jedynie kilka dni, chociaż na początku pamiętnika pojawia się informacja, że jego spisywanie zajęło kilka miesięcy. Wśród badaczy dokumentu był Kenneth Rendell, który stwierdził, że charakter pisma autora jest raczej dwudziestowieczny aniżeli wiktoriański. Zauważył również sprzeczności w faktach oraz niespójność charakteru pisma. Pamiętnik wprawdzie był pisany w prawdziwym wiktoriańskim albumie, ale 20 końcowych stron zostało wydartych; Rendell uznał także, że gdyby autorem był Maybrick, nie użyłby tego typu książki.
W styczniu 1995 roku Michael Barrett złożył w dwóch oddzielnych oświadczeniach pod przysięgą, „że w rzeczywistości jest autorem manuskryptu pisanego przez moją żonę Anne Barrett, a dyktowanego przeze mnie i znanego jako Pamiętnik Kuby Rozpruwacza”. Co ciekawe, notariusz Barretta twierdził, że nie spisywał takiego oświadczenia, Barrett natomiast twierdził co innego.
Wkrótce po „odkryciu” pamiętnika zaprezentowano zegarek kieszonkowy, który na wewnętrznej stronie zawierał inicjały J.M., słowa I am Jack (Jestem Kubą) oraz inicjały pięciu ofiar Kuby Rozpruwacza. Testy wykazały, że napisy te są stare, ale ich wyniki są kwestionowane.
Mniejszość osób, w tym obecny właściciel pamiętnika, Robert Smith, uważają, że pamiętnik nie jest fałszerstwem. Twierdzą oni, że naukowe metody datowania przyjęły, że książka i atrament w niej użyty są z XIX wieku, że kilka szczegółów dotyczących morderstwa opisanych w nim przed opublikowaniem książki było znanych jedynie policji i Rozpruwaczowi, że na oryginalnych fotografiach ze scen morderstw można znaleźć inicjały F. M. napisane na ścianach za ciałami ofiar. Według nich inicjały odnoszą się do żony Jamesa Maybricka, Florence Maybrick, której niewierność stała się jednym z motywów zbrodni. Wiarygodność tych twierdzeń powoduje jednak kontrowersje.
Z drugiej strony, w czasie popełniania przez Kubę Rozpruwacza zbrodni Maybrick miałby 49 – 50 lat, a najwięcej psychopatycznych morderców ma od 25 do 40 lat.